# The Dope Show
«The Dope Show» — сингл з третього студійного альбому гурту Marilyn Manson Mechanical Animals. Слова пісні: Мерілін Менсон, музика: Твіґґі Рамірез.

## Інформація про пісню
Трек стилізовано під твори 70-х рр. XX ст. Девіда Боуї та гурту T. Rex, він став своєрідним введенням до нового напрямку колективу. Твіґґі зазначив на своєму сайті, що він написав «The Dope Show» під впливом пісні Іґґі Попа «Nightclubbing» з його альбому The Idiot. Твіґґі також назвав її «сумішшю гуртів Oasis та T. Rex».
Дотримуючись тем нарцисизму та споживацтва, які присутні на альбомі, слова пісні є застереженням щодо слави та преклоніння перед кумирами, речами в існуванні яких велику роль відіграє масова культура та шоу-бізнес:
There's lots of pretty, pretty ones
that want to get you high.
But all the pretty, pretty ones
will leave you low, and blow your mind.
У 1999 р. уривок з пісні увійшов до попурі «Polka Power» «Дивного Ела» Янковика.

## Відеокліп

Мерілін Менсон у відеокліпі «The Dope Show»

Режисер: Пол Гантер. Співрежисер: Мерілін Менсон. Зйомки кліпу розпочались у вівторок 8 серпня 1998 р. і тривали більше двох тижнів. Прем'єра відбулась уже 20 серпня того ж року. У сценах, схожих на кадри з фільму «Людина, яка впала на Землю», з'являється Менсон, з червоним волоссям, штучними гумовими грудьми, все його тіло вкрито білою латексною фарбою. Він грає роль андрогінного прибульця, який вештається районом Голлівуд Гіллз. Його схоплюють, вивчають у лабораторії і врешті-решт перевозять на лімузині до сцени, де він та інші учасники вигаданого гурту Omega and the Mechanical Animals виконують пісню перед натовпом істеричних фанів, які в результаті створюють заворушення та перетинають захисні огорожі. Актор Біллі Зейн знявся в епізоді з лімузином у ролі продюсера індустрії звукозапису. У цій же сцені є пародії на журнал Spin (у відео має назву «Spun») та таблоїд The National Enquirer.
Кліп містить прямі посилання на фільм чилійського режисера Алехандро Ходоровскі «Свята гора», зокрема епізод з руйнуванням гіпсових зліпків тіла головного героя. Лейбл Interscope Records фінансував відео, а HSI Productions зайнялися зйомкою та виробництвом кліпу.
Епізод, де Менсон тиняється районом Голлівуд Гіллз зняли у місті Сімі Воллі, що у південній Каліфорнії. Будівля на задньому плані — будинок House of the Book, розташований у Брендейс-Бердінському інституті, його також можна побачити у телесеріалі «Могутні морфіни рейнджери сили». Відео містить сцени з участю андеґраундного виконавця-трансвестита Джонні Бейма, який танцює у жовтій сукні з блискітками. Костюми для відео, зокрема червоні, прикрашені діамантами, черевики фронтмена (які мали 6-дюймові підошви та підбори) спільно розробили Менсон та Террі Кінґ.
Кліп посів 16-ту сходинку списку найсуперечливих відео за версією музичного каналу MuchMusic. Альтернативну версію відео, де присутній лише Менсон й різні великі плани, оприлюднили на старому сайті гурту Marilyn Manson.net перед релізом офіційного кліпу. Частини цього відео можна побачити у звичайній версії кліпу.

## Відгуки
У 1999 пісню номінували на премію Ґреммі у категорії «Найкраще хард-рок виконання». Наприкінці 1998 журнал Spin назвав «The Dope Show» 3-ім найкращим синглом року. У 1999 відео отримало премію MTV Video Music Awards у номінації «Найкраща операторська робота», а також дві премії Billboard Music Awards у номінаціях «Maximum Vision» та «Найкращий відеокліп».

## Список пісень
| Британський CD-сингл № 1 1. «The Dope Show» 2. «Sweet Dreams (Are Made of This)» (Live) 3. «Apple of Sodom» (Live) Британський CD-сингл № 2 1. «The Dope Show» 2. «The Beautiful People» (Live) 3. «The Dope Show» (Video) | Японський CD-сингл 1. «The Dope Show» 2. «Sweet Dreams (Are Made of This)» (Live) 3. «Apple of Sodom» (Live) 4. «The Beautiful People» (Live) |

## Учасники
- Мерілін Менсон — вокал, електронні барабани, продюсер
- Твіґґі Рамірез — бас-гітара, гітара, аранжування
- Мадонна Вейн Ґейсі — клавішні
- Майкл Бейнгорн — продюсер
- Шон Біван — додаткове продюсування
- Том Лорд-Елджі — зведення